# Rhys Williams (Torchwood)
Pour les articles homonymes, voir Rhys Williams et Williams.
Rhys Williams est un personnage fictif de la série télévisée britannique Torchwood, un spin-off de la série Doctor Who, produite par la BBC. Il est interprété par Kai Owen. C'est le petit ami de Gwen Cooper et il s'agit d'un personnage d'anglais assez banal dont le personnage va peu à peu prendre de l'épaisseur au fur et à mesure de son implication dans la série via l'arrivée de Torchwood. Si au début de la série, sa relation avec Gwen est totalement conflictuelle, on se rend compte qu'il s'agit de la seule personne qui lui permet d'avoir une stabilité, de mettre pied dans le monde "normal" et finalement de se détacher de son boulot. Son physique assez banal qui contraste avec la beauté de Gwen illustre assez bien la façon dont leur couple en apparence bancal au début de la série, fonctionne peu à peu à l'écran. 

## Histoire du personnage

### 1resaison
Apparaissant dès le premier épisode (Tout change) Rhys est durant la première saison le petit ami "ignorant" de la série, et qui se plaint que sa copine rentre tard du boulot. D'abord assez effrayée par les horreurs qu'elle découvre dans l'institut Torchwood, Gwen le trompera avec Owen Harper pensant trouver en celui-ci un confident (La Récolte) mais elle révélera finalement à un Rhys sous pilule amnésique que finalement c'était une erreur et que c'était dû à la pression (Combat.) Rhys meurt lors de l'épisode La Fin des temps mais les scénaristes ont ramené le personnage à la vie à la fin de l'épisode, estimant que cela briserait l'équilibre de la série et que sans un personnage ancré dans la réalité, la série ne ressemblerait plus "qu'à des humains courant après des extra-terrestres".

### 2esaison
La deuxième saison épaissit le personnage en lui donnant une attache avec Torchwood, ainsi, il apprend l'existence de l'institut Torchwood dans l'épisode Le Moment de vérité et Gwen refuse de lui faire effacer la mémoire. Cela permet au personnage d'être autre chose que le petit-ami ignorant, et se profile une relation de méfiance à l'égard de Jack Harkness. Dans l'épisode Adam, une perte temporaire de la mémoire permet à Rhys de raconter le début de leur relation et de montrer la façon dont il a réussi à la séduire. La Mère porteuse montre le mariage des deux protagonistes, dérangé par un alien durant un épisode à la tonalité plutôt comique. Pourtant, c'est plus tard que Gwen s'aperçoit que Rhys peut l'aider à surmonter les horreurs de ce qu'elle découvre à l'institut Torchwood (Envers et Contre tous) À la fin de la saison, on voit Rhys aider Torchwood, dégageant les personnages après une explosion (Fragments) et aidant les forces de polices à combattre les Weevils (La Faille).

### 3esaison
À partir de cette saison, Kai Owen rejoint le casting de la série. Durant Les Enfants de la Terre, son rôle est accru, notamment à cause de l'explosion du QG de Torchwood dans le deuxième épisode qui pousse Gwen à devoir s'enfuir avec lui. Il rejoint donc Ianto Jones et Jack Harkness dans la clandestinité et est impliqué en même temps qu'eux dans leurs plans : il les aide à voler du matériel, fait la cuisine et s'échappe avec des documents informatique. Durant le dernier épisode, il aide Gwen à cacher des enfants. Enceinte de lui durant cette saison, Gwen hésite à garder l'enfant, mais la solidité de leur couple ainsi que la présence des enfants lui donne envie finalement d'être mère.

### 4esaison
Dans la quatrième saison, Rhys a un rôle plus effacé. Au début de l'histoire, il vit avec Gwen et leur fille Anwen dans une petite maison en un lieu reculé de la côte galloise. Lors de la capture de l'équipe Torchwood par la CIA et leur transfert vers les États-Unis, il reste au pays de Galles avec sa fille Anwen, donnant à Gwen de temps en temps des nouvelles du pays. Il reprend du service lors du retour de Gwen au pays de Galles pour tenter avec elle d'extraire son beau-père Geraint du camp où il est interné. Puis il est pris en otage avec sa belle-mère et sa fille par les instigateurs du Miracle et sauvé par Torchwood et par Andy Davidson.